# Kale (Denizli)
Kale ist eine Stadt im gleichnamigen Landkreis der türkischen Provinz Denizli und gleichzeitig ein Stadtbezirk der 2012 geschaffenen Büyükşehir belediyesi Denizli (Großstadtgemeinde/Metropolprovinz). Kale liegt etwa 69 km südwestlich des Zentrums von Denizli.
Ende 2020 lag Kale mit 19.978 Einwohnern auf dem 9. Platz der bevölkerungsreichsten Landkreise in der Provinz. Die Bevölkerungsdichte liegt mit 29 Einwohnern je Quadratkilometer unter dem Provinzdurchschnitt (86 Einwohner je km²).
Laut Stadtlogo erhielt Kale 1905 den Status einer Belediye (Gemeinde) und wurde 1959 zusammen mit einigen Dörfern vom damaligen Landkreis Sarayköy als eigener Kreis abgespalten.
Kale hat seinen Namen (deutsch Burg, Festung) nach der hoch auf einem Felsen im Altertum erbauten Burg der antiken Stadt Tabai. Die Burg wurde vermutlich unter dem makedonischen König Alexander dem Großen gebaut und in den hellenistischen und römischen Perioden ausgebaut. Da das Gelände von oberhalb der Burg weiter ansteigt, ist dieser Schwachpunkt durch eine Schildmauer und Bergfriede besonders geschützt.